# Систематизація
Систематиза́ція — процес зведення розрізнених знань про предмети (явища) в єдину наукову систему, встановлення їхньої єдності. Систематизація є відображенням єдності світу і ґрунтується на вивченні суттєвих зв'язків, які об'єднують ці предмети (явища). Вона спирається на класифікацію, аналіз і синтез істотних властивостей певної системи. Здійснюється у формі відповідних логічних систем — теорії, гіпотези тощо.
Необхідною умовою систематизації є висунення фундаментальної ідеї, здатної привести знання до логічної єдності. Вихідним пунктом процесу систематизації є прийняття певних принципів, що формулюють фундаментальну ідею. Систематизація завжди однобічна, бо логічні системи неспроможні вичерпно відобразити закономірності об'єктивних систем. Діалектична суперечність між прагненням науки до всеохопної систематизації знань і неможливістю її здійснення розв'язується вдосконаленням пізнання людиною дійсності.

## Функції систематизації
- дозволяє оглянути весь масив інформації;
- виявляє й усуває непогодженості, протиріччя, пробіли
- підвищує ефективність роботи;
- робить інформацію зручнішою для користування, полегшує пошук необхідного;
- сприяє ретельнішому вивченню та дослідженню предметів (явищ);
- поліпшує пізнавальний процес формування свідомості людини;

## Види систематизації
Систематизація законодавства — впорядкування та вдосконалення нормативно-правових актів, приведення їх до певної внутрішньої узгодженості шляхом створення єдиних нормативних актів та їх збірників. Систематизація спрямована на:
- досягнення внутрішньої єдності юридичних норм, тобто на усунення колізій і прогалин, у результаті чого підвищується ефективність законодавства;
- впорядкування правового матеріалу, розміщення його за певними розділами й рубриками, тобто класифікацію, що забезпечує зручність користування законодавчим масивом.

Систематизація документів — один з найдавніших і найпоширеніших методів їхньої аналітико-синтетичної обробки, оскільки вона відповідає потребам людей у поділі знань за галузевою ознакою, диференціації наукових знань. Під систематизацією розуміють визначення класифікаційного індексу документа відповідно до його змісту за таблицею певної системи класифікації. Таким чином, при систематизації здійснюється переклад ознак змісту документів з природної мови на штучну мову класифікаційних індексів певної систематичної документної класифікації. Без попередньої систематизації інформації неможливо уявити такі найважливіші бізнес-процеси, як документообіг, діловодство, створення матеріальної та електронного архіву, створення різних баз даних. Саме систематизація інформації є попереднім етапом для таких важливих у діловодстві робіт, як складання номенклатури справ, індексування документів, каталогізації. Без якісної та ретельно проведеної систематизації інформації неможливе створення архіву фірми, ні паперового, ні електронного, неможливо його повноцінне функціонування. Якісна систематизація документів — це порядок і надійність, зручність пошуку, це завершення в строк справи та відсутність проблем у відносинах з перевіряльними органами та інспекціями. Систематизація інформації є запорукою успішної роботи кожної організації. Саме систематизація інформації є попереднім етапом для таких важливих у діловодстві робіт, як складання номенклатури справ, індексування документів, каталогізації. Без якісної та ретельно проведеної систематизації інформації неможливе створення архіву фірми, ні паперового, ні електронного, неможливо його повноцінне функціонування. Якісна систематизація документів — це порядок і надійність, зручність пошуку, це завершення в строк справи й відсутність проблем у відносинах з перевіряльними органами та інспекціями. Систематизація інформації є запорукою успішної роботи кожної організації.

## Характеристика основних етапів систематизації
Формування процесу систематизації відбувалося дуже повільно в ході становлення людського суспільства й культури. Ідеї систематизації, як і будь-яке явище природи й суспільства, пройшли кілька найважливіших етапів.
- Перший етап почався в далекій давнині й завершився до початку XX ст. Це етап виникнення й розвитку системних ідей, які складалися в практичній і пізнавальній діяльності людей, шліфувалися філософією, мали розрізнений характер. Виникали й оформлялися окремі ідеї й поняття. Нерідко вони являли собою спонтанні інтуїтивні відкриття тих або інших видатних учених, філософів і мислителів.
- Другий етап розгортається з початку минулого століття до його середини, коли відбувається теоретизація системних ідей, формування перших системних теорій, широке поширення системності в усі галузі знання, освоєння їхніми системними ідеями. Системність перетворюється в наукове знання про системи, оформляється як інструмент пізнавальної діяльності.
- Третій етап характеризується тим, що відбувається перетворення системності в метод наукових досліджень, аналітичної діяльності. Він розгортається із другої половини 50-х років і збігається з початком науково-технічної революції, що максимально використовувала процес систематизації для наукових відкриттів, здійснення технологічних розробок. Системність до кінця XX ст. стає загальним світоглядом, що використовують фахівці всіх галузей.

## Методика та функції систематизації
Методика систематизації — це сукупність науково обґрунтованих і перевірених практикою прийомів, правил і положень, які використовуються в процесі систематизації документів. Вона виходить з методологічних основ та структури документної класифікації й сприяє найточнішому виявленню місця документа в класифікаційному ряді й упорядкуванню процесу систематизації на всіх його етапах. До методики систематизації входять положення і правила, що використовуються при обробці документів різних видів і будь-якої галузі знання. Вони є загальною методикою систематизації. Правила, які стосуються обробки документів з окремих галузей знань, наук тощо, становлять спеціальну методику.
Правила спеціальної методики систематизації повністю пов'язані з конкретними таблицями класифікації. Вони розглядають зміст і структуру певної галузі знання або циклу наук у конкретній класифікаційній системі, розмежування з суміжними науками та питаннями, поєднання класифікаційних ознак, основні випадки використання різноманітних прийомів при обробці документів з певних галузей знання й окремих видів їх. Зміст спеціальної методики значною мірою залежить від особливостей галузей знань та від потреб установи, для якої вона розробляється. Потреби установи почасти враховуються при виборі для використання класифікаційної системи та конкретних таблиць, проте цього не завжди достатньо. Наприклад, бібліотеки навіть одного виду і типу мають різні за обсягом фонди, у них по-різному представлені галузеві документи залежно від господарського профілю регіону, який обслуговує бібліотека, свої особливості має її довідково-бібліографічний апарат. Це впливає на систематизацію документів — її глибину, межі використання різних методичних прийомів.
Основні положення загальної методики здебільшого однакові для різних класифікаційних систем одного виду (комбінаційних, перелічувальних, фасетних), хоча структура конкретної класифікаційної системи накладає на цих певний відбиток. Загальна методика систематизації визначає методи й способи аналізу змісту й деяких формальних характеристик документа і загальні положення та правила, на основі яких приймається рішення про показ того чи іншого документа в пошуковому масиві або його місця на книжковій полиці. Загальна методика систематизації базується на певних принципах. Провідний принцип сучасної методики систематизації — пріоритет змісту документа над його формою і призначенням. Тобто документ систематизують, виходячи, перш за все, з його змісту. Ознаки, не пов'язані безпосередньо зі змістом, виступають звичайно як другорядні й показуються в комбінаційних класифікаціях за допомогою типових ділень. До них зараховують вид документа, мову твору, його читацьке та цільове призначення тощо.